# Ildefonso Cavagna Martínez
Ildefonso Félix Cavagna Martínez (Buenos Aires, 14 de marzo de 1905 - Buenos Aires., 5 de mayo de 1970) fue un abogado, escribano, político y diplomático argentino, que ejerció como Ministro de Relaciones Exteriores durante la presidencia de Juan Domingo Perón en el año 1955.

## Biografía
Se doctoró en derecho en la Universidad de Buenos Aires, y ejerció como escribano durante su juventud. En 1944 fue escribano mayor de gobierno de la provincia de Buenos Aires.
Durante la presidencia de Juan Domingo Perón fue miembro del directorio del Banco Central de la República Argentina, y entre 1947 y 1949 presidente del Banco de la Nación Argentina. Ejerció como subsecretario de Industria y Comercio de la Nación y miembro de varias comisiones, entre ellas de Negociaciones Internacionales, redactora de las Cartas Orgánicas de los Bancos del Estado, de la Comisión Mixta que firmó el Acuerdo de Pagos con el Brasil. Fue también vicepresidente del Instituto de Inversiones Mobiliarias.
Prestó servicios diplomáticos en el Paraguay, y tuvo decisiva influencia en la devolución a ese país de los trofeos capturados en la Guerra de la Triple Alianza.
En agosto de 1955, en pleno conflicto entre el presidente Perón y la oposición, presentó la renuncia el canciller Jerónimo Remorino, y Cavagna Martínez fue nombrado para ese cargo. No llegó a cumplir un papel de importancia, ya que menos de un mes más tarde, Perón fue derrocado. Cavagna Martínez consiguió la protección del gobierno paraguayo y acompañó al presidente depuesto hasta el buque que lo llevaría a ese país. Horas más tarde fue arrestado por ello, y pasó muchos meses preso, acusado de delitos que nunca pudieron probarse.
Al recobrar su libertad se exilió en España, donde tuvo contacto fluido con Perón. Regresó a fines de la década de 1960 a Buenos Aires, donde falleció en el año 1970.
Su hijo Mariano Cavagna Martínez fue ministro de la Corte Suprema de Justicia de la Nación Argentina.